# Candy Desk

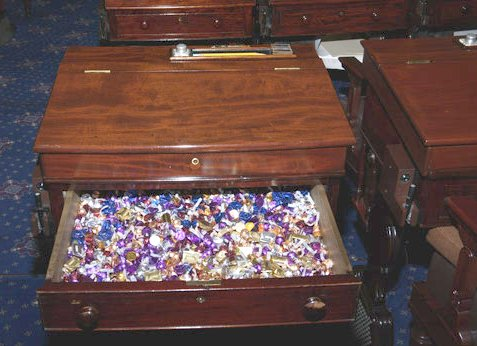
Candy desk i USA:s senat.

Candy Desk (svenska: "godisbänk") är en benämning på en amerikansk politisk tradition att det finns åtminstone en bänk i USA:s senat där alla senatorer sedan 1960-talet kan hämta godis.

## Historia
Den första godisbänken hörde till en republikansk senator George Murphy från Kalifornien. Murphy var sugen på sötsaker och började lagra upp godis i sin bänk. Efter ett par år i senaten flyttades hans bänk till sista raden vilket ledde till att också andra senatorer började gå förbi hans bänk. Murphy började erbjuda andra senatorer sin godis.
För första gången nämndes "Candy Desk" år 1979 (Murphy hade då redan lämnat senaten) i ett tal av senatorn Robert Byrd. Följande senatorers bänk har fungerat som den officiella godisbänken:
| Bild | Senator              | År        | Delstat      |
| ---- | -------------------- | --------- | ------------ |
|      | George Murphy        | 1965–1971 | Kalifornien  |
|      | Paul Fannin          | 1971–1976 | Arizona      |
|      | Richard Lugar        | 1977–1979 | Indiana      |
|      | David F. Durenberger | 1979–1981 | Minnesota    |
|      | Roger W. Jepsen      | 1981–1983 | Iowa         |
|      | Steven D. Symms      | 1983–1985 | Idaho        |
|      | Slade Gorton         | 1985–1987 | Washington   |
|      | John McCain          | 1987–1989 | Arizona      |
|      | Slade Gorton         | 1989–1993 | Washington   |
|      | James M. Jeffords    | 1993–1995 | Vermont      |
|      | Robert F. Bennett    | 1995–1997 | Utah         |
|      | Rick Santorum        | 1997–2007 | Pennsylvania |
|      | Craig L. Thomas      | 2007      | Wyoming      |
|      | George V. Voinovich  | 2007–2009 | Ohio         |
|      | Mel Martinez         | 2009      | Florida      |
|      | George S. LeMieux    | 2009–2011 | Florida      |
|      | Mark S. Kirk         | 2011–2015 | Illinois     |
|      | Patrick J. Toomey    | 2015–2023 | Pennsylvania |
|      | Todd Young           | 2023–     | Indiana      |

## 2024
Sedan Murphys flytt till sista raden har den officiella godisbänken funnits på republikanernas sida på plats nummer 80. Andra senatorers bänk kan också erbjuda godis men den officiella godisbänken finns alltid på samma plats på republikanernas sida vid dörren.
Sedan april 2023 har godisbänken hört till Todd Young från Indiana. Enligt traditionen fylls godisbänken med godis från den delstaten som senatorn representerar. Young valde tio olika typer av godis (tillverkaren i parentes):
- gelébjörnar (Albanese Confectionery Group)
- mjölkchoklad (DeBrand Fine Chocolates)
- hårda godis med namn Red Hots (Schimpff's Confectionary)
- syra godis med namn Toxic Waste (New Albany Sugar Shoppe)
- syra godis med namn Sour Punch Straws (The Sweet Tooth)
- kolakarameller (Kraft)
- syltkarameller (Wakarusa Dime Store)
- hästkastanjer (Mr. Fudge's Confectionary)
- chokladbitar med mynta (Endangered Species Chocolate)
- godisstänger (Squire Boone Village)